# Porphyrochroa aliena
Porphyrochroa aliena är en tvåvingeart som beskrevs av Mendonca, Rafael och Ale-rocha 2008. Porphyrochroa aliena ingår i släktet Porphyrochroa och familjen dansflugor. Inga underarter finns listade i Catalogue of Life.